# کارولین والدو
کارولین والدو (انگلیسی: Carolyn Waldo؛ زادهٔ ۱۱ دسامبر ۱۹۶۴) شناگر اهل کانادا بود.
وی در مسابقات کشوری و بین‌المللی در مجموع برندهٔ ۵ مدال طلا، ۱ مدال نقره شده‌است.